# Tegenaria saeva
Tegenaria saeva är en spindelart som beskrevs av John Blackwall 1844. Tegenaria saeva ingår i släktet husspindlar, och familjen trattspindlar. Inga underarter finns listade i Catalogue of Life.